# Sac lacrimal
Sacul lacrimal  este capătul dilatat superior al canalului nazolacrimal,  și este așezat într-un canal adânc format din osul lacrimal și procesul frontal al maxilarul. Conectează canaliculi lacrimali, care colectează lacrimile de suprafața ochiului și conductul nazolacrimal, care conduce acest fluid în cavitatea nazală.  Ocluzia sacului lacrimal duce la dacriocistită. 

## Anatomie
Are formă ovală și măsoară între 12 și 15   mm. în lungime; capătul său superior este închis și rotunjit; partea inferioară a acestuia se continuă în canalul nazolacrimal. 
Suprafața sa superficială este acoperită de o expansiune fibroasă derivată din ligamentul palpebral medial, iar suprafața profundă a acestuia este traversată de partea lacrimală a orbicularis oculi, care este atașată de creasta osului lacrimal. 

### Histologie
Ca și canalul nazolacrimal, sacul este căptușit de epiteliul columnar stratificat cu celule goblet care secretă mucus, împreună cu țesut conjunctiv înconjurător. Sacul lacrimal, de asemenea, drenează din ochi resturi și microbi. 

## Fiziologie
Servește ca rezervor pentru colectarea lacrimilor, în care sacul lacrimal le pompează spre interior și spre exterior sub acțiunea mușchiului orbicularis în timpul clipirii. 

## Imagistică
Sacul lacrimal poate fi radiografiat prin dacrocistografie, în care este injectat radiocontrastul, urmat de expunerea cu raze X.

## Imagini suplimentare

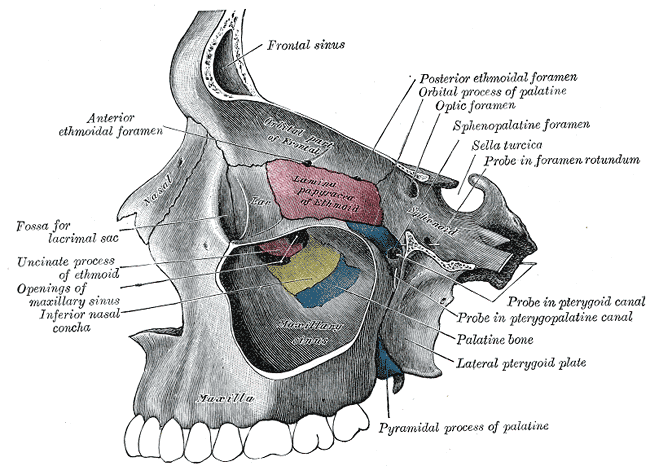
Peretele medial al orbitei stângi.
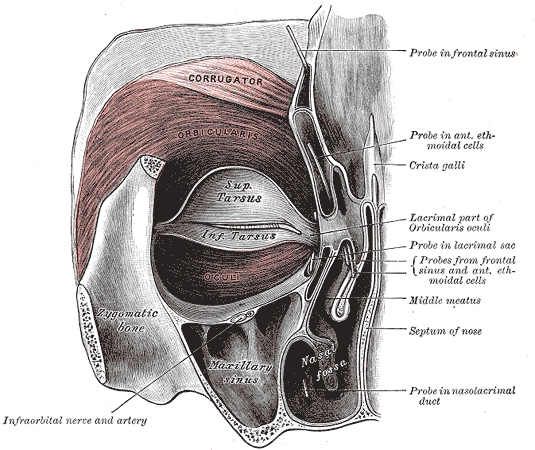
Orbicularis oculi stâng, văzut din spate.
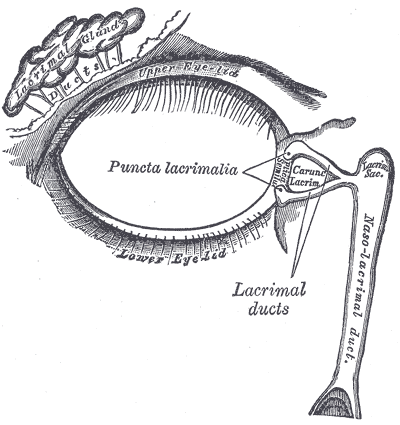
Aparatul lacrimal . Partea dreapta. (Sacul lacrimal vizibil în dreapta sus.)
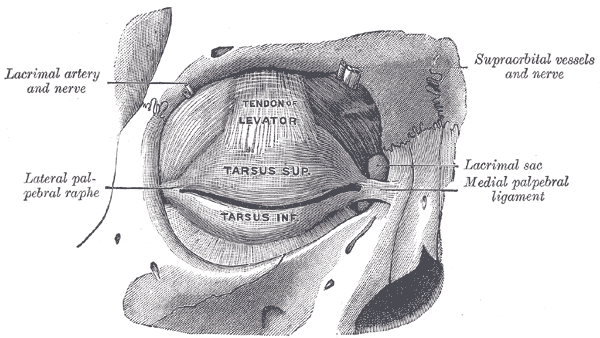
Tezele și ligamentele lor. Ochiul drept; vedere din față. (Sacul lacrimal vizibil la mijlocul drept.)